# ベイタウン作戦

イタリア戦線

ベイタウン作戦（ベイタウンさくせん、Operation Baytown）は、第二次世界大戦中の1943年9月3日に行われた連合国軍のイタリア半島上陸作戦である。レッジョ・ディ・カラブリアへの上陸を目標としたこの作戦はアヴァランチ作戦、スラップスティック作戦と同時にイギリス第8軍の指揮下にあったイギリス第13軍団によって実施された。この作戦に続きサレルノを主要目標としたアヴァランチ作戦、タラントを主要目標としたスラップスティック作戦が行われた。